# Fulilu
Fulilu (kinesiska: 福利路) är ett stadsdelsdistrikt i nordvästra Kina. Det ligger i stadsdistriktet Xigu i provinshuvudstaden Lanzhou i provinsen Gansu, omkring 18 kilometer nordväst om centrala Lanzhou.